# Lasse Westmann
Lars Lasse Gunnar Ola Westman, född 13 februari 1948 i Enskede församling, Stockholm, död 30 januari 2004 i Täby, var en svensk sångare och gitarrist som åren 1990–2004 var med i dansbandet Vikingarna. Han avled i sviterna av lymfkörtelcancer.
Westmann bestämde sig för att bli gitarrist vid 13 års ålder. Westmann startade sin bana som 15-åring i popgruppen Bobas and the Deamonds i Stockholmsförorten Kärrtorp, gruppen spelade bland annat på ungdomsgårdar. Han var sångare i gruppen Salt och Peppar under gruppens turné i Mexiko 1971. Tillsammans med Annika Rydell deltog han i den svenska Melodifestivalen 1982 med melodin "Här har du din morgondag". Den slutade på delad sjätteplats. Westman sjöng i kören i 1984 års upplaga av melodifestivalen. Under 1980-talet började han också spela tillsammans med Vikingarna. Från 1990 var han fast medlem. Han ansågs ha haft en nyckelroll i bandet. 1991 gav han ut en soloplatta med Vikingarna som kompband: Lasse Westman & Vikingarna. Gitarrgodingar.
Han var också skivproducent åt bland andra Thorleifs.